# Nicrophorus guttula
Nicrophorus guttula är en skalbaggsart som beskrevs av Victor Ivanovitsch Motschulsky 1845. Nicrophorus guttula ingår i släktet Nicrophorus och familjen asbaggar. Inga underarter finns listade i Catalogue of Life.